# روبرت سويفت
روبرت سويفت (بالإنجليزية: Robert Swift)‏ مواليد 3 ديسمبر 1985 في بيكرسفيلد، هو لاعب كرة سلة أمريكي محترف سابق وحمل الرقم 31. يبلغ طوله 7 قدم 1 بوصة (2.2 م). لعب في الرابطة الوطنية لكرة السلة مع أوكلاهوما سيتي ثاندر.

## روابط خارجية
- روبرت سويفت على موقع إن بي أي (الإنجليزية)
- روبرت سويفت على موقع سبورتس رفرنس (الإنجليزية)
- روبرت سويفت على موقع كرة السلة الأوروبية.كوم (الإنجليزية)
- روبرت سويفت على موقع DraftExpress.com (الإنجليزية)
- روبرت سويفت على موقع ريلجم (الإنجليزية)
- روبرت سويفت على موقع بروبوليرز (الإنجليزية)
- روبرت سويفت على موقع سبورتس رفرنس (الإنجليزية)